# Новаковский, Алексей Харлампиевич
Оле́кса Новаки́вский (Алексе́й Харла́мпиевич Новако́вский, родился 2 марта (14 марта) 1872, село Слобода-Ободовка, Подольская губерния, Российская империя — умер 29 августа 1935, Львов, Польская Республика) — украинский живописец и педагог.

## Биография
Родился в семье лесника, работавшего в поместье аристократического польского рода. Художественное образование получил, учась в Одессе (1888—1892) у художника-декоратора Ф. Клименко и в Краковской Академии искусств (1892—1900) у Л. Вичульского и Я. Станиславского. Живописная манера Алексея Новаковского сформировалась на творческом усвоении принципов импрессионизма. Около десяти лет работал в селе Могила возле польского города Кракова. Здесь он поселился в доме вдовы, на дочери которой он женился впоследствии. Перед публикой Новаковский впервые выступил на выставке «Общества для развития русского искусства» (1901), но более широкую популярность получил на первой персональной выставке в Кракове (1911).
С 1913 проживал во Львове, куда переехал с помощью униатского митрополита Андрея Шептицкого. Уже в 1913 основал во Львове художественную школу, которая стала заметным явлением художественной культуры в Галиции. В ней учился целый ряд художников, в частности, Л. Перфецкий, В. Иванюк, Р. Сельский, С. Зарицкая, С. Луцык, Г. Смольский, С. Гебус-Баранецкая, М. Мороз и др. Первая львовская персональная выставка Новаковского, проведённая в 1921, была сердечно принята польской критикой, которая нашла в художнике украинского эпигона краковской школы.
В 1924—1925 возглавлял факультет искусства Львовского тайного украинского университета. Умер во Львове, похоронен на Лычаковском кладбище. В начале 1970-х годов советскими властями был открыт художественно-мемориальный музей художника во Львове, в доме, где художник жил и работал.

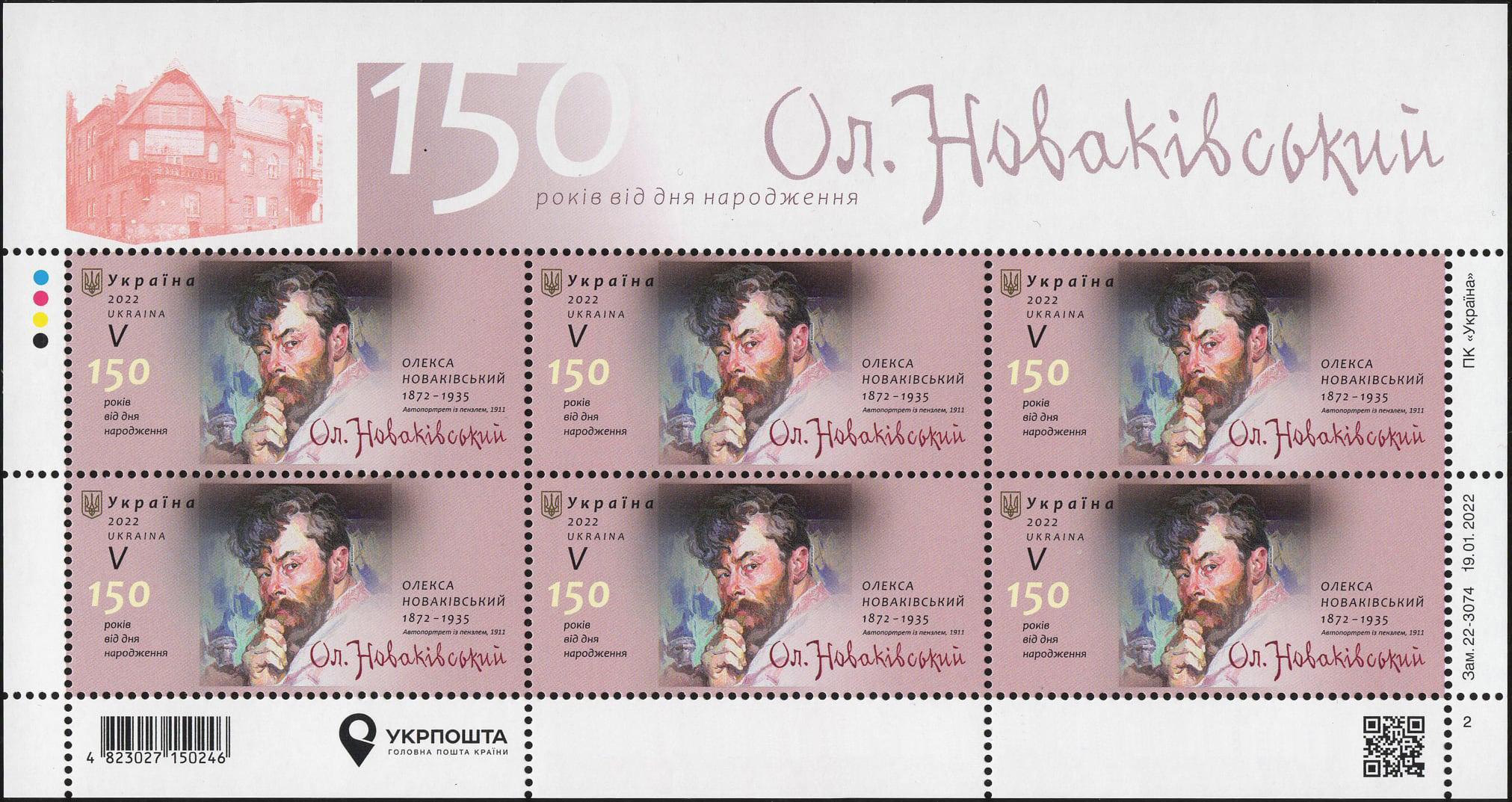
Почтовая марка Почты Украины, 2022 год.

## Значительные произведения
- «Дети» (1905),
- «Коляда» (1907-10),
- «Весна» (1909),
- «Автопортрет» (1911),

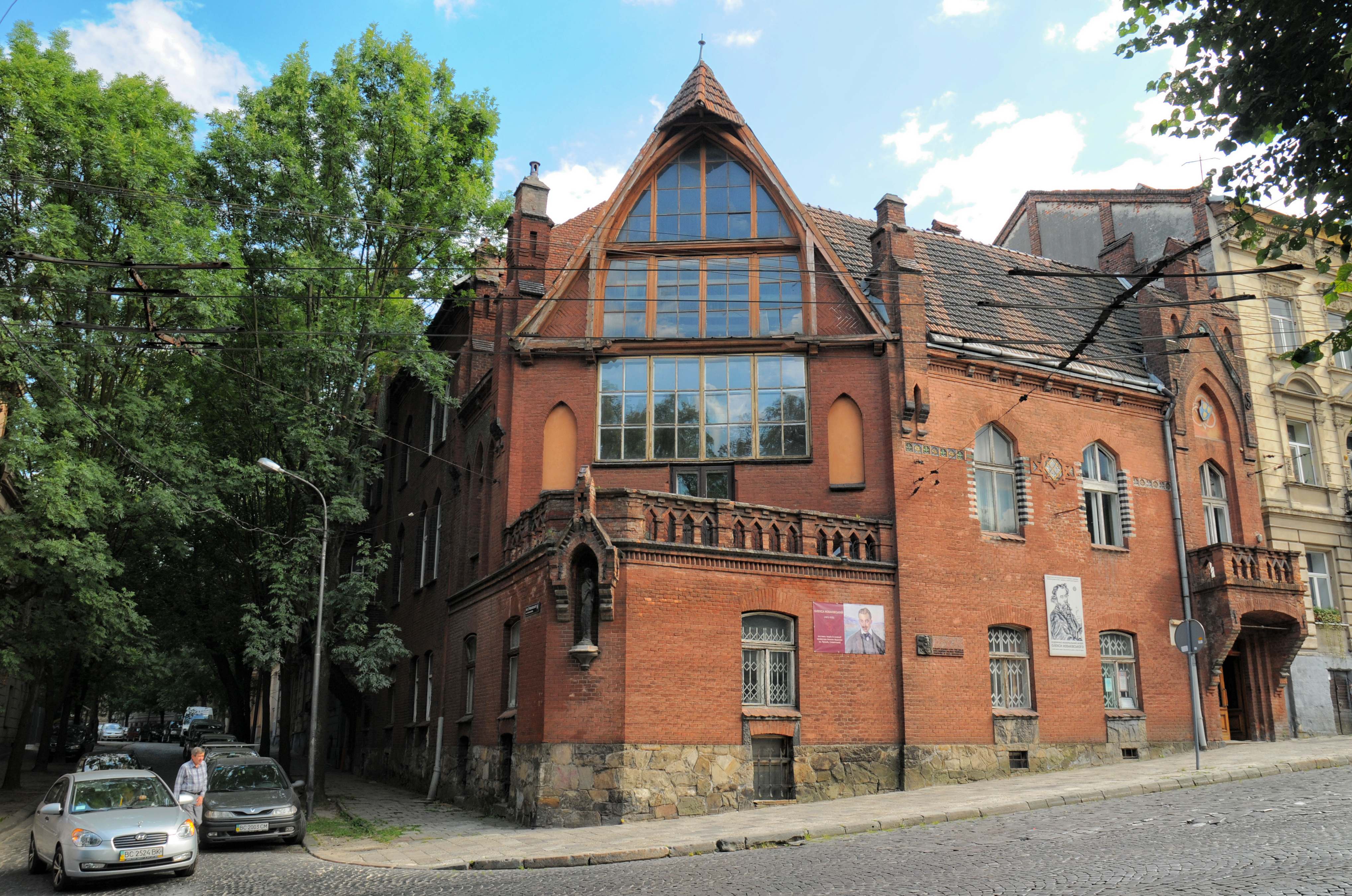
Вилла художника Яна Стыки; архитектор — Юлиан Захаревич, воплощение — строительная фирма Ивана Левинского. В 1913—1935 годах здесь жил и работал Алексей Новаковский; с 1970-х годов — художественно-мемориальный музей Алексея Новаковского.

- «Народное искусство» (панно — 1915-16)
- «Наука» (панно — 1915-16),
- «Весна в с. Могила»,
- «Пробуждение» (1912),
- «Юрский собор» (1925),
- «Музыка» (1929),
- «Довбуш» (1931).